# Ošima Óšima
Ošima Óšima (japonsky 渡島大島) je menší, 4 km široký ostrov nacházející se v Japonském moři, asi 55 km západně od ostrova Hokkaidó. Ostrov je tvořen dvěma Čedičově andezitovými stratovulkány - Hiagši-jama na východním a Niši-jama na západním okraji ostrova. Obě centra momentálně neprojevují žádnou aktivitu, ale erupce v roce 1741 si vyžádala přibližně 1 500 obětí. Tyto oběti však měly na svědomí vlny tsunami, které vznikly při kolapsu Higaši-jamy a následném masivního sesuvu uvolněného materiálu do moře a zasáhly poběží Hokkaida, Honšú a Koreje.